# Ōdō Tournament
Le Ōdō Tournament est un tournoi annuel de catch professionnel organisé par la All Japan Pro Wrestling. Le Tournoi est prévu pour avoir lieu à chaque mois de septembre depuis sa création en 2013.
Contrairement au Champion Carnival (autre tournoi annuel de la AJPW) qui est un tournoi toutes rondes, le Ōdō Tournament est un tournoi à élimination directe. Depuis 2013, comme pour le Carnival, le vainqueur du Ōdō Tournament remporte le droit à un match de championnat pour le AJPW Triple Crown Heavyweight Championship.

## Résultats

### Liste des champions
| Année | Vainqueur      | Finaliste      | Match de championnat                                                                              |
| ----- | -------------- | -------------- | ------------------------------------------------------------------------------------------------- |
| 2013  | Akebono        | Gō Shiozaki    | Bat Suwama et remporte le AJPW Triple Crown Heavyweight Championship le 29 octobre 2013.          |
| 2014  | Gō Shiozaki    | Suwama         | Battu par Joe Doering pour le AJPW Triple Crown Heavyweight Championship le 29 octobre 2014.      |
| 2015  | Jun Akiyama    | Akebono        | Bat Akebono et remporte le AJPW Triple Crown Heavyweight Championship le 1er novembre 2015.       |
| 2016  | Suwama         | Zeus           | Battu par Kento Miyahara pour le AJPW Triple Crown Heavyweight Championship le 27 novembre 2016,. |
| 2017  | Suwama (2)     | Shuji Ishikawa | Bat Kento Miyahara et remporte le AJPW Triple Crown Heavyweight Championship le 9 octobre 2017,.  |
| 2018  | Kento Miyahara | Kengo Mashimo  | Bat Zeus et remporte le AJPW Triple Crown Heavyweight Championship le 21 octobre 2018.            |
| 2019  | Jake Lee       | Kento Miyahara | Battu par Kento Miyahara pour le AJPW Triple Crown Heavyweight Championship le 24 octobre 2019,.  |